# Калчево (Болградски район)
Калчево (на украински: Калчева, на руски: Калчева) е село в Украйна, разположено в Болградски район, Одеска област. Землището на селото е с площ от 4.21 км2. Населението му през 2007 година е 3483 души. Преобладаваща част от жителите са българи.

## География
Селото се намира в историческата област Буджак (Южна Бесарабия). Разположено е на 64 метра надморска височина, на 28 километра североизточно от Болград.

## История
Селото е основано през 1861 година от бесарабски българи, прехвърлили се от румънската в руската част на Бесарабия. В началото на ХХ век селото има 2278 жители и 350 къщи
.
За основаването на село Калчево има четири версии.
- Първата, смятана за погрешна, принадлежи на изследователя Г. Занетов, автор на статията „Българските колонии в Русия“. Тя гласи, че селото е основано през 1830 година, когато жители на Ямбол и Сливен се прехвърлят в Русия и едната част от тях заселва съществуващите вече колонии. А другата, по-голямата част, заема свободните земи в югоизточната част на Бесарабия, в Буджакски окръг: „Новообразуваните колонии са следующите: Твърдица, Ивановка, Пандаклия,..., Калчево, ...“[3]

Може да се предположи, че авторът случайно включва Калчево в този списък, още повече, че нито архивни документи, нито следващите изследвания потвърждават това. И първите калчевци би трябвало да са от Сливен или Ямбол и да говорят югоизточен диалект, но това не е така.
- Втората версия е записана в архива на село Калчево и в музея на Калчевската гимназия (без посочени източници): „На седем километра от село Кубей се появиха пет хутора3... Най-заможният от тези българи, Янко Калчев, през 1857 година събира представителите на петте хутора и те вземат решение хуторите да се обединят в едно село... Към 1861 то е заселено и наброява 330 домакинства.“Тези данни не са подкрепени с архивни документи, броят на домакинствата не се потвърждава от И. Иванов и А. Клаус. (Болградски район)

Същата година посочва и изследователят Николай Кауфман: „Калчево от град Болград (1857)“.
- Третата хипотеза е 1861. Тя се поддържа от повечето историци:

- от И. Иванов: „В 1861 году образовались на границе еще две земледельческие колонии: Калчева и Кайраклия“.

- от Йов Титоров: „През 1861 година въ времето на емиграцията в руска Бесарабия основаха още три български колонии: Кайраклия, Калчова и Нов Болград“.

- от Вл. Дякович: „Калчова. 1861. Българско“.

- от авторите на Украинската енциклопедия8: „Калчева засновано в 1861 році“.

- от съвременните молдавски доктори на истор. науки И. Грек и Н. Червенков.
Ние предполагаме, че всички заемат тази дата от И. Иванов или Й. Титоров. Годината – 1861 – съвпада с времето на преселването на таврическите българи. Възникват логически противоречия: ако изселването става през 1861, защо те не отиват в Таврия? Или колонията възниква преди пролетта на 1861, или след преселването на таврическите българи.
- Четвъртата година – 1862 – фигурира в Приложението II (с. 23) в книгата на А. Клаус „Наши колонии“.[5] Към тази версия след 90 години се връща филологът С. Б. Бернщейн, един от авторите на първия „Атлас болгарских говоров в СССР“ (Москва, 1958), който обяснява появата на Калчево с големи промени в живота на бесарабските българи след Кримската война 1853 – 1856 година. По Парижкия трактат южната част на Бесарабия се дава на Молдова, но след започналите там притеснения българите тръгват обратно към руския Буджак, търсейки свободна земя до новата граница, и тогава се появяват три нови села, включително Калчево.

Според нас 1862 година е най-реалната, понеже за пръв път тя е посочена от А. Клаус в книгата „Наши колонии“, издадена през 1869, само няколко години след появата на новата колония. Още нещо – авторът є оперира с точни цифри – количество земя, отпусната на новообразуваните колонии:

а) 3, 360 десетини12 за колония Караклия;

б) 6, 847 десетини е дадено „в наделе проживающим здесь, также с давнего времени особыми хуторами, выходцами тех же колонии (Болград и Табак – С. Т.), в числе 138 семейств, они образовали здесь колонию Кальчеву“;

в) остатък – 4, 241 десетини – за колония „Болгария“.

Такова сериозно издание като „Енциклопедия България“14 пропуска Калчево по непонятни причини.

Един от съвременните изследователи, В. С. Зеленчук, говорейки за преселванията през 1861 – 1862, има предвид само таврическите българи и не споменава за още три села в Русия, основани през същия период.15

Българският историк Елена Хаджиниколова изброява българските селища в Русия (сред тях и „Калчевска“) и прави уговорка, че названията са същите, но броят им е различен: 44 (1859), 46 (1862), 49 (1864). „Разликата се получава от появата на нови селища и нови имена. Така през 1862 се появяват селищата Джолтай и Саталък Хаджи, а през 1864 – освен тях и селищата Чокмейдан и Калчева (? – С. Т.). Като се има предвид, че се практикувало създаването на нови погранични селища или колонии, може да се допусне, че и новопоявилите се имена са названия на такива“.16 Не е ясно обаче откъде е взета посочената от автора година – 1864 (става дума за Калчево).

## Население
| Година | Население |
| ------ | --------- |
| 1930   | 3944      |
| 1940   | 4450      |
| 2001   | 3536      |
| 2007   | 3483      |

Населението на селото през 2007 година е 3483 души.

### Езици
Численост и дял на населението по роден език, според преброяването на населението през 2001 г.:
| Роден език | Численост | Дял (в %) |
| Общо       | 3536      | 100.00    |
| Български  | 3330      | 94.17     |
| Руски      | 86        | 2.43      |
| Украински  | 61        | 1.72      |
| Гагаузки   | 33        | 0.93      |
| Молдовски  | 17        | 0.48      |
| Беларуски  | 2         | 0.05      |
| Полски     | 1         | 0.02      |
| Други      | 6         | 0.16      |